# Serhij Czerniak
Serhij Wołodymyrowycz Czerniak, ukr. Сергій Володимирович Черняк (ur. 25 października 1978 w Czerniowcach) – ukraiński piłkarz grający na pozycji obrońcy, a wcześniej pomocnika.

## Kariera piłkarska

### Kariera klubowa
W 1996 rozpoczął karierę piłkarską w miejscowym klubie Bukowyna Czerniowce. Na początku 1997 został zaproszony do Dynama Kijów. Najpierw występował w drugiej i trzeciej drużynie, a 21 czerwca 1999 debiutował w składzie pierwszej jedenastce Dynama. Latem 1999 został piłkarzem Worskły Połtawa. W 2004 podpisał kontrakt z azerskim İnterem Baku, w którym występował przez 3 lata. Po powrocie do domu w 2007 roku postanowił zakończyć karierę piłkarską. Potem grał w amatorskim zespole Dnister Dorosziwci.

## Kariera reprezentacyjna
Występował w młodzieżowej reprezentacji Ukrainy.

## Sukcesy i odznaczenia

### Sukcesy klubowe
- brązowy medalista Mistrzostw Ukrainy: 1999
- mistrz Pierwszej Lihi Ukrainy: 1999
- wicemistrz Pierwszej Lihi Ukrainy: 1997, 1998